# COVID-19 в Хорватии
Пандемия коронавируса в Хорватии (хорв. Pandemija koronavirusa u Hrvatskoj 2020.) — текущая пандемия коронавирусной инфекции COVID-19 в Республике Хорватия, вызванная штаммом вируса SARS-CoV-2. Первый случай был зарегистрирован 25 февраля в Загребе, когда пациент, приехавший из Италии, сдал положительный результат. В тот же день был зарегистрирован второй случай, связанный с первым. По состоянию на 29 февраля, были подтверждены семь случаев. В марте 2020 года случаи заражения коронавирусом были зафиксированы во многих хорватских городах. 12 марта первый человек излечился от коронавируса.
Ко времени начала пандемии Хорватия являлась государством — председателем Совета Европы.
19 марта число зарегистрированных случаев превысило 100 больных  уже через два дня —  200, ещё через четыре дня — 300.
22 марта сильное землетрясение (5,4 балла по шкале Рихтера) произошло в столице Хорватии Загребе, что вызвало проблемы с применением мер по социальному дистанцированию, установленными правительством. Это было сильнейшее землетрясение в Загребе после землетрясения 1880 года.
Для граждан правительство создало веб-сайт koronavirus.hr, где выкладывается вся необходимая информация о распространении коронавируса, а также новую телефонную линию 113, на которой специалисты отвечают на их вопросы.

## Предыстория и профилактика
Вирус начал вызывать тревогу, как только начал быстрое распространение в Китае; тогда же стало очевидным его влияние в международном масштабе. Были высказаны опасения по поводу увеличения вероятности проникновения вируса в Хорватию из-за большого числа китайских рабочих, работающих на мосту Пелешац. Некоторые из учреждений в Хорватии превентивно реагировали на потенциальную угрозу.
Аэропорты в Хорватии были предупреждены о возможной угрозе проникновения вируса на территорию балканского государства.
Министерство здравоохранения предупредило путешествующих в Китай граждан избегать больных людей, животных и рынков, не есть сырое мясо или полуфабрикаты, часто мыть руки и уведомлять своего врача прежде чем отправиться в Китай.
31 января на должности министра здравоохранения Милана Куюнджича сменил Вили Берош. Премьер-министр Хорватии Андрей Пленкович назвал проблему коронавируса одной из причин таких изменений. В первый день своего визита Берош провёл совещание в штабе министерства, посвящённое эпидемии коронавируса.
Хорватский национальный институт общественного здравоохранения принял 2 февраля специальные меры медицинского осмотра для лиц, прибывающих из Китая или недавно бывших в Китае. 3 февраля Берош встретился со Стеллой Кириакиду. Европейским комиссаром по здоровью и безопасности пищевых продуктов, и Янезом Ленарчичем, Европейским комиссаром по гуманитарной помощи и урегулированию кризисов, чтобы обсудить ситуацию с коронавирусом. После встречи с министрами здравоохранения ЕС 13 февраля Берош сказал, что закрытие границ ЕС нельзя исключать.
21 февраля Берош принял решение создать карантинное отделение в инфекционной больнице «Доктор Фран Михалевич» в Загребе для лиц, у которых подозревается или подтверждено заражение COVID-19. На следующий день в этом подразделении был помещён на карантин гражданин Хорватии, который был на круизном корабле «Diamond Princess» . У него не было симптомов, но в качестве меры предосторожности его поместили на двухнедельный карантин. Пленкович сказал, что кризисный штаб будет собираться ежедневно и что правительство примет любые меры, необходимые для предотвращения распространения коронавируса.

## Влияние

### Культура
11 марта Кинофестиваль в Риеке и конференция «Роль культурного наследия в социально-экономическом развитии» и сохранении демократических ценностей» были отложены.
18 марта было объявлено, что со следующего дня все культурные учреждения в Хорватии будут закрыты.
В тот же день Хорватский национальный театр в Загребе решил, в сотрудничестве с ежедневной газетой 24sata, предоставить гражданам доступ к качественному культурному контенту через канал YouTube, на котором будут ежедневно транслироваться спектакли из оперы, балета и драмы, также зрители смогут посмотреть некоторые из самых популярных спектаклей театра, такие как «Одна песня в день убирает зло», « Лебединое озеро» и «Эро Джокер».
20 марта Хорватский национальный театр имени Ивана Зайца начал виртуальную программу "Зайц с вами" на своём канале YouTube. Некоторые ансамбли решили не продолжать свою обычную работу, потому что она включает в себя сбор большого количества людей (оркестры, хоры) и предполагает физический контакт, (балетные ансамбли).

### Экономика
Министра финансов Хорватии Здравко Марич попросили прокомментировать, в какой степени вирус повлиял на национальную экономику и может ли он вызвать экономический кризис. Он сказал:

Очень трудно спрогнозировать, что произойдёт, поскольку ситуация ежедневно меняется. Ситуация очень серьёзная,поэтому мне приходится тщательно подбирать слова. Никто в правительстве не отрицает эту проблему, она совершенно очевидна. Но прямо сейчас мы не можем предсказать масштабы воздействия [коронавируса на экономику]. Никто не может. Прежде всего потому, что никто не знает, как долго коронавирусный кризис продлится.
Министр Марич добавил, что слишком рано делать какие-либо прогнозы относительно национальной экономики в 2020 году и бюджетных доходов:

Прямо сейчас я не хочу предполагать, какими будут последствия [эпидемии]. Наш бюджетный прогноз по экономическому росту в этом году составляет 2,5%, но ещё не известно, придётся ли нам его корректировать.
Город Дубровник начал готовиться к негативному экономическому влиянию, которое коронавирус может оказать на Хорватию.
14 марта правительство, чтобы избежать повышения цен на фоне возможного ухудшения ситуации, запретило повышение цен и установило в качестве максимальной цены цену 30 января для следующих продуктов: мука, молоко, сухое молоко, яйца, сахар, соль, рис, макаронные изделия, свежее мясо, рыба, фрукты, овощи, мясные консервы, рыбные консервы, пищевое масло, детское питание, детские подгузники, питьевая вода, стиральный порошок, моющее средство для посудомоечной машины, мыло, а также дезинфицирующие средства для воды, космические дезинфицирующие средства, антисептики для рук, в том числе концентрированный спирт, защитные костюмы и другая защитная одежда и обувь, защитные очки, защитные перчатки, бахилы, защитные маски, респираторы/ транспортные вентиляторы, лекарства, медицинские изделия и покрывала для медицинской системы. Премьер-министр Пленкович проинформировал Председателя Европейской комиссии Урсулу фон дер Ляйен об этом решении правительства на следующий день. Государственная инспекция объявила, что цены начнут проверяться с 17 марта, штрафы за превышение максимальной цены варьируются от 3000 до 15 000 HRK.
17 марта премьер-министр Пленкович объявил о закрытии торговых центров, некоторых магазинов, ресторанов, кинотеатров, театров, читальных залов, библиотек, спортивных залов, спортивных центров, фитнес-центров, центров отдыха, школ танцев, детских и других мастерских, выставок, ярмарок, ночных клубов и дискотек.
18 марта отель города Сплит Le Méridien объявил о своём закрытии на период с 23 марта по 15 апреля.

### Образование
11 марта было объявлено, что детские сады, школы и институты в жупании Истарска будут закрыты с 13 марта; для учащихся первых четырёх классов начальной школы занятия будут организованы по телеканалу HRT 3 или через SharePoint (Microsoft Office).
13 марта премьер-министр Пленкович объявил, что все детские сады, школы и высшие учебные заведения в Хорватии будут закрыты на две недели, начиная с 16 марта.
16 марта министр науки образования Блаженка Дивяк подтвердила, что в тот же день CARNet, ответственный за онлайн-обучение в Хорватии, оказался под кибератакой, из-за чего проводить онлайн-занятия стало невозможно. Позже в тот же день министр Дивяк сообщила, что в течение дня на CARNet было осуществлено около десяти кибератак.

### Музыка
2 марта Загребский филармонический оркестр выступил с заявлением, что их совместный концерт с Миланским филармоническим оркестром под управлением Даниэле Гатти, который должен был состояться 10 марта в концертном зале имени Ватрослава Лисинского, отменён из-за того, что итальянский оркестр находился в поражённом итальянском районе.
Среди отложенных или отменённых концертов можно отметить концерт хорватского джазового музыканта Весны Писаровича в Доме Спортова и концерты популярной певицы Нины Бадрич в Нови-Саде, Чачаке, Крушеваце и Мариборе.
11 марта ежегодная церемония вручения музыкальной премии «Порин», которая должна была состояться 27 марта в «Центар замет» в Риеке, была отложена до особого распоряжения.
13 марта сербская поп-певица Елена Карлеуша отложила выступление в ночном клубе Загреба H2O, которое должно было состояться в тот же вечер.
18 марта из-за пандемии вируса в Европе было отменено Евровидение-2020. Представитель от Хорватии Дамир Кеджо, который собирался выступить на песенном конкурсе со своей песней "Divlji vjetre", был заявлен на Евровидение-2021.

### Религия
Архиепископ Загребский Иосип Бозанич поддержал рекомендовал верующим получать гостию от священников в свои руки, а не сразу в рот. Он также рекомендовал не посещать службу пожилым людям, а также верующим, у которых были симптомы инфекции дыхательной системы, которые посещали поражённые регионы, были в контакте с носителями вируса или страдали хроническими заболеваниями.
16 марта епископ Сисака Владо Кошич освободил верующих от обязанности посещать мессу до 1 апреля.
19 марта Конференция католических епископов Хорватии объявила, что со следующего дня все мессы будут закрыты для публики.

### Спорт
Федерация футбола Хорватии (HNS) 11 марта постановила, что все матчи чемпионата страны будут проводиться без зрителей до 31 марта. Мера применялась ко всем соревнованиям под эгидой HNS, а также ко всем отборочным матчам УЕФА, проводимым в Хорватии.
В тот же день HNS объявил, что сборная Хорватии по футболу не будет проводить товарищеские матчи со сборными Швейцарии и Португалии, запланированные на 26 и 30 марта в Дохе соответственно из-за пандемии COVID-19 в Катаре.
12 марта HNS решила приостановить все соревнования до 31 марта.
13 марта HNS договорилась с тренером национальной команды Златко Даличем не проводить никаких матчей во время мартовского международного перерыва. В тот же день был отменён забег Wings for Life World Run, который был запланирован в Задаре.
14 марта Далич подтвердил, что до 18 марта находится на самоизоляции. Так же поступили президент Федерации Давор Шукер, директор Дамир Врбанович, пресс-секретарь Томислав Пацак и директор Департамента международных отношений и лицензирования Иванчица Судац. Все они были на жеребьёвке Лиги Наций 2020/2021 и на конгрессе УЕФА в Амстердаме 2 марта, где они общались с президентом Футбольной ассоциации Сербии Славишей Кокезой, который сдал положительный тест на вирус в Клиническом центре Сербии. Они вышли из самоизоляции: ни у одного из них не проявились симптомы заболевания.
В тот же день Шукер заявил, что поддержит перенос чемпионата Европы 2020.

### Туризм
Город Загреб сообщил, что в феврале в город прибыло на 6% меньше туристов, чем в феврале предыдущего года. Это контрастировало с январём, поскольку в январе, ещё до пандемии, по сравнению с прошлым годом в Хорватию прибыло на 10% больше туристов.
Согласно данным evisitor.hr, в первые десять дней марта число прибывающих в Хорватию сократилось на 30%.
14 марта Городской музей Сплита ограничил свою деятельность и закрыл подвалы дворца Диоклетиана и галерею Эммануила Видовича для посетителей.

### Транспорт
В 9:50 (CET) 2 марта были отменены первые полёты в Загреб. Korean Air также объявили, что отменят рейсы на линии Сеул — Загреб (линия должна была заработать 31 марта) на срок до 23 апреля.
11 марта после прибытия в порт Сплита парома из Анконы, соответствующее паромное сообщение была отменено.
13 марта Croatia Airlines опубликовала заявление, что пассажиры, посетившие следующие страны в течение предыдущих 14 дней, будут обязаны провести две следующие недели в карантине: Италия, КНР (провинция Хубэй), Корея (город Тэгу и провинция Чхондо) и Германия (Хайнсберг, земля Северный Рейн-Вестфалия). Кроме того, пассажиры, посетившие следующие страны в течение предыдущих 14 дней, будут обязаны провести следующие две недели в самоизоляции: Франция, Швеция, Швейцария, Испания, Германия (кроме вышеупомянутой земли Германии), Австрия, Великобритания, Нидерланды, Китай (кроме вышеупомянутой провинции Китая), Корея (кроме вышеупомянутого корейского района), Япония, Гонконг, Сингапур, Малайзия, Бахрейн и Словения. Люди, оставшиеся в Хорватии без места жительства или не имеющие адреса для самоизоляции, будут помещены в карантин, а отказавшиеся будут отправлены туда, откуда приехали.
14 марта Хорватия закрыла все границы с Боснией и Герцеговиной.
15 марта директор Хорватского национального института общественного здравоохранения Крунослав Капак подтвердил, что граждане Боснии и Герцеговины и Сербии не будут обязаны оставаться в изоляции. Однако позднее в тот же день начальник управления полиции Бродско-Посавски Антун Валич подтвердил, что с предыдущей ночи пассажиры, въезжающие в страну из Боснии и Герцеговины, были вынуждены оставаться в двухнедельной самоизоляции.
18 марта было объявлено, что со следующего дня на границе со Словенией будут закрыты 27 контрольно-пропускных пунктов.
19 марта, вскоре после первого зарегистрированного случая заражения в городе, был закрыт аэропорт г. Дубровник.
21 марта было перекрыто движение со словенскими регионами Белой и Нижней Крайной. Гражданам Хорватии, работающим в этих регионах, также было запрещено пересекать границу.

## Таймлайн

### Февраль 2020
25 февраля в Хорватии был подтверждён первый случай. 26-летний мужчина, который находился в Милане в период с 19 по 21 февраля, сдал положительный результат на коронавирус и был госпитализирован в Университетскую больницу по инфекционным заболеваниям доктора Фран Михалевича в Загребе.
26 февраля были подтверждены два новых случая: брат-близнец первого пациента был помещён в ту же больницу в Загребе, а человек, работавший в Парме, был госпитализирован в Риеке. В тот же день Осиекский центр клинической больницы запретил посещения.
К 29 февраля было подтверждено семь случаев заболевания COVID-19: все имели место в Загребе и Риеке.

### Март 2020

#### Первая неделя
2 марта был подтверждён восьмой случай заражения вирусом в Риеке (пятый случай в городе).
3 марта первый случай был подтверждён в Вараждине. Заразившийся вирусом человек работал водителем в пострадавших районах Италии.
6 марта в Вараждине у 60-летнего пациента был подтверждён второй случай заражения коронавирусом.
7 марта в Вараждине был подтверждён третий случай, общее число инфицированных в Хорватии достигло двенадцати.

#### Вторая неделя
9 марта первый случай был подтверждён в Истрии, в городе Пула.
Два новых случая были зарегистрированы 10 марта. Оба человека недавно провели время за границей, один в Австрии, а другой в Италии.
11 марта был подтверждён шестнадцатый случай: молодой человек, который был на ярмарке в Мюнхене. В тот же день было зарегистрировано ещё три случая. Все трое путешествовали из Австрии и Германии. В тот же день в порт Сплита отплыл паром из Анконы с 93 пассажирами. 57 из них были гражданами Хорватии, также на пароме находилось девять граждан Италии, шесть граждан Боснии и Герцеговины, три гражданина Черногории. Все они были помещены в карантин в отеле Загреб в Дуйлово, Сплит.
12 марта было сообщено о первом выздоровевшем. Брат-близнец нулевого пациента дважды показал отрицательный результат на вирус и был выписан из больницы. Однако в тот же день было зарегистрировано восемь новых случаев. Три из них были тесно связаны с пациентами из Риеки и были бессимптомными. Двое других отправились из Австрии и Германии в Загреб. Первый случай заражения вирусом был подтверждён в Сисаке. Пациент из Мошченицы, работал в Италии. Ещё два случая были зарегистрированы в Пуле, оба заболевших прибыли из Италии.
13 марта было зарегистрировано пять новых случаев заболевания: два в Пуле и три в Загребе. Одним из заболевших в Загребе был ребёнок; впоследствии все дети из детского сада, в котором он присутствовал, были помещены в карантин. В ночь с 13 на 14 марта четырнадцать работников Бродосплита были помещены в карантин в Сплите, после возвращения с временной работы в Италии, в результате чего общее количество карантинных случаев в Сплите достигло 47.
14 марта было зарегистрировано пять новых случаев, в результате чего общее число инфицированных достигло 37; по одному в Загребе, Вараждине и Сисаке, а также первые два случая в Осиеке. Пациентами в Осиеке были супруги среднего возраста из Эрнестиново, которые тесно связаны с одним из пациентов, госпитализированных в Загребе. Нулевой пациент выздоровел и был выписан из больницы в течение дня. К концу дня были подтверждены 38-й и 39-й случаи.
15 марта было зарегистрировано десять новых случаев заболевания: пять в Загребе и пять в Осиеке. Ещё два пациента в Сплите и два в Дубровнике были помещены в карантин. Двое из загребских пациентов оказались врачами клинической больницы Дубрава, что впоследствии привело к её эвакуации. Затем больница была превращена в респираторный центр для наиболее тяжёлых случаев, в то время как других пациентов собирались перевести в университетский больничный центр Загреба или в больницу «Сёстры милосердия», или и вовсе отправить домой.

#### Третья неделя
16 марта было подтверждено семь новых случаев: пять в Загребе, один в Риеке и первый случай в Карловаце, в результате чего общее число инфицированных в стране достигло 56. Министр внутренних дел Давор Божинович подтвердил 174 сообщения о нарушении режима самоизоляции.  В тот же день было подтверждено третье и четвёртое излечение от коронавируса в стране: первый госпитализированный пациент из Риеки и молодая женщина в Загребе.
17 марта было зарегистрировано тринадцать новых случаев, в результате чего общее число зарегистрированных случаев достигло 69. Министр Берош заявил, что было обработано 1 014 тестов и что 9 598 человек находятся под медицинским контролем. Количество помещённых на карантин в стране достигло 63 человек. Министр Божинович подтвердил получение пятисот сообщений о нарушении режима самоизоляции. В трёх случаях нарушавшими режим самоизоляции оказывались доктора из Университетского госпиталя Загреб и Университетской психиатрической больницы Врапче. Говорят, что врачи из бывшей больницы поехали кататься на лыжах в Австрию, не сообщив об этом своим начальникам. Первые случаи были подтверждены в Забоке и Славонски-Броде: оба пациента прибыли из Австрии. В тот же день пациентов из больницы Крижине в Сплите перевели в больницу Фируле, поскольку первая была предназначена исключительно для случаев коронавируса. Врачи и медперсонал помогли в транспортировке игрокам баскетбольного Сплита и группе Торсида, ультрас Хайдука. 
18 марта президент Зоран Миланович выступил с телевизионным обращением к народу по поводу пандемии. Сообщалось о двадцати новых случаях, включая первые в Далмации: молодая женщина из Биограда, которая вернулась из туристической поездки в Занзибар через Дубай со своей сестрой и ранее проводила время со своей семьёй, была госпитализирована в Задаре, а пожилая пара была госпитализирована в Сплите. Количество заражённых врачей увеличилось до девяти.
19 марта было зарегистрировано 16 новых случаев, в результате чего их общее число достигло 105. Первые случаи были зарегистрированы в Дубровнике и Шибенике. В тот же день было подтверждено, что у пожилого мужчины из Бртониглы, который умер накануне в самоизоляции, был вирус; однако вирус не был указан в качестве причины смерти. Премьер-министр Пленкович выступил по телевидению с обращением к нации по поводу пандемии, назвав её «крупнейшим кризисом, с которым Хорватия столкнулась со времён войны за независимость». В тот же день пациенты были переведены из Клинической больницы Дубравы, поскольку она была превращена в дыхательный центр для наиболее серьёзных случаев вируса. Врачи и медперсонал помогли группе ультрас Динамо Загреб Bad Blue Boys .
20 марта было зарегистрировано 23 новых случая. Среди заболевших бывший священник римско-католической епархии Врхбосны, который жил в Сесвецком Кралевце. Первый случай был зарегистрирован на островах: пациент — мужчина из Врбоски-на-Хваре, который работал в Австрии, был госпитализирован в Сплите. В тот же день Арена Загреб была превращена в больницу для лёгких случаев. Министр Берош сообщил, что получил пожертвование в виде медицинского оборудования от мужчины из Саудовской Аравии.
21 марта было зарегистрировано 78 новых случаев, в том числе первый в Копривнице: пациент — женщина, которая возвращалась домой из-за границы.
Загребское землетрясение
22 марта сильное землетрясение (5,4 балла по шкале Рихтера) произошло в столице Хорватии Загребе, чуть ранее 6:30 утра (CET) , за которым последовало несколько афтершоков (второе с магнитудой 5,0 и затем третье с магнитудой 3,7 по шкале Рихтера). Землетрясение также ощущалось в остальной части Хорватии, Боснии и Герцеговине, Венгрии, Словении и Австрии. Это было сильнейшее землетрясение в Загребе за последние 140 лет. В тот же день было зарегистрировано 29 новых случаев COVID-19, в том числе первый случай в Чазме: пациент — женщина, вернувшаяся из Турции.

#### Четвёртая неделя
23 марта был зарегистрирован 61 новый случай заболевания. Сообщалось о первом случае в жупании Меджимурска.
24 марта было зарегистрировано 67 новых случаев, в результате чего общее число инфицированных достигло 382. Количество выздоровевших увеличилось до 16.

## Статистика
Ниже показан рост числа случаев коронавируса в Хорватии с 25 февраля 2020 года по 25 марта 2020 года, 9:00 утра (CET). 
Фактор роста (англ. Growth factor) определяется по формуле новые случаи сегодня/новые случаи вчера. График иллюстрирует развитие пандемии. Постоянно уменьшающееся его значение говорит о том, что пандемия находится под контролем.

### Инфицированные по городам и жупаниям
| Город/Жупания                                  | Случаи | Случаи | Смертей | Вылечившихся | Вылечившихся |
| ---------------------------------------------- | ------ | ------ | ------- | ------------ | ------------ |
| Город Загреб                                   | 184    | +7     | 0       | 12           | =            |
| Истарска                                       | 37     | +3     | 0       | 0            | 0            |
| Приморско-Горанска                             | 33     | +5     | 0       | 3            | =            |
| Крапинско-Загорска                             | 33     | +5     | 0       | 0            | 0            |
| Дубровачко-Неретванска                         | 20     | +1     | 0       | 0            | 0            |
| Карловац                                       | 18     | +2     | 0       | 0            | 0            |
| Вараждин                                       | 11     | =      | 0       | 1            | =            |
| Осьечко-Бараньска                              | 23     | +4     | 0       | 0            | 0            |
| Сплитско-Далматинска                           | 23     | +6     | 0       | 0            | 0            |
| Шибенско-Книнска                               | 15     | =      | 0       | 0            | 0            |
| Сисачко-Мославачка                             | 5      | =      | 0       | 0            | 0            |
| Задарска                                       | 4      | +1     | 0       | 0            | 0            |
| Загребачка                                     | 3      | =      | 0       | 0            | 0            |
| Бьеловарско-Билогорска                         | 2      | =      | 0       | 0            | 0            |
| Бродско-Посавска                               | 2      | =      | 0       | 0            | 0            |
| Личко-Сеньска                                  | 1      | =      | 0       | 0            | 0            |
| Копривничко-Крижевачка                         | 1      | =      | 0       | 0            | 0            |
| Меджимурска                                    | 2      | +1     | 0       | 0            | 0            |
| Общее количество                               | 418    | +36    | 0       | 16           | =            |
| По состоянию на 25 марта 2020, 9:00 утра (CET) |        |        |         |              |              |

### Другие данные
| Обработано тестов                | 3,392 (+379)     |
| В самоизоляции                   | 20 000 (+ 5 866) |
| На карантине                     | 150 (+60)        |
| Заражённые медицинские работники | 29 (+6)          |
| Средний возраст пациентов        | 49,25            |
| Женщин                           | 43%              |
| Мужчин                           | 57%              |
| Возраст 70-80                    | 6,1%             |
| Возраст 60-70                    | 12,7%            |
| По состоянию на 25 марта 2020    |                  |

## Происшествия

### Суперлига в Дубровнике
15 февраля во время матча Суперлиги по настольному теннису в Хорватии, который состоялся в Дубровнике между местной командой Либертас Маринколора СТК Старр из Вараждина, на официальной странице Либертас Маринколора в Facebook был размещён ряд оскорбительных комментариев в отношении хорватского игрока команды гостей китайского происхождения, Тан Руиву. В комментариях было написано, что игрок заражён коронавирусом. В частности, там был комментарий менеджера Либертас Маринколор Марко Хабиджанека, в котором он поручил одному из своих игроков (который встретился с Танем в следующем матче) «побить этот вирус». Комментарии были впоследствии удалены. Либертас Маринколор в итоге принёс извинения и осудил инцидент.

### Пограничный инцидент в Мацеле
11 марта автобусу, следовавшему из Вены, было отказано во въезде в страну на пограничном переходе со Словенией в Мацеле из-за четырёх сингапурских пассажиров, которых попросили вернуться в Вену, несмотря на наличие официальных документов. После консультации у врача станции, который сообщил, что они будут вынуждены провести 14 дней в карантине, они отказались от въезда в страну. Однако полиция затем попросила водителя автобуса вернуться в Вену и сказала ему, что «он не должен был впускать сингапурцев в автобус вообще».